# Laevipilina theresae
Laevipilina theresae is een Monoplacophorasoort uit de familie van de Neopilinidae. De wetenschappelijke naam van de soort is voor het eerst geldig gepubliceerd in 2006 door Schrödl.